# Кароліна Кастільйо
Кароліна Кастільйо Ідальго (ісп. Carolina Castillo Hidalgo; нар. 4 листопада 1990, Калі, департамент Вальє-дель-Каука) — колумбійська борчиня вільного стилю, триразова срібна та дворазова бронзова призерка Панамериканських чемпіонатів, триразова бронзова призерка Панамериканських ігор, чемпіонка Південної Америки, дворазова чемпіонка Південноамериканських ігор, чемпіонка Центральноамериканського і Карибського чемпіонату, триразова чемпіонка Центральноамериканських і Карибських ігор, чемпіонка Боліваріанських ігор, учасниця двох Олімпійських ігор.

## Біографія
Боротьбою почала займатися з 2001 року. У 2008 році виграла бронзову нагороду на Панамериканському чемпіонаті серед юніорів. У 2010 році на цих же змаганнях у цій же віковій групі стала чемпіонкою.
Виступає за спортивний клуб «Nueva Generacion» з Калі. Тренер — Хосе Рестрепо (з 2001).

## Спортивні результати на міжнародних змаганнях

### Виступи на Олімпіадах
| Змагання                    | Збірна   | Вагова категорія          | Місце |
| --------------------------- | -------- | ------------------------- | ----- |
| Літні Олімпійські ігри 2012 | Колумбія | жіноча боротьба, до 48 кг | 11    |
| Літні Олімпійські ігри 2016 | Колумбія | жіноча боротьба, до 48 кг | 8     |

### Виступи на Чемпіонатах світу
| Змагання                        | Збірна   | Вагова категорія          | Місце |
| ------------------------------- | -------- | ------------------------- | ----- |
| Чемпіонат світу з боротьби 2011 | Колумбія | жіноча боротьба, до 48 кг | 5     |
| Чемпіонат світу з боротьби 2013 | Колумбія | жіноча боротьба, до 48 кг | 15    |
| Чемпіонат світу з боротьби 2014 | Колумбія | жіноча боротьба, до 48 кг | 14    |
| Чемпіонат світу з боротьби 2015 | Колумбія | жіноча боротьба, до 48 кг | 10    |
| Чемпіонат світу з боротьби 2017 | Колумбія | жіноча боротьба, до 53 кг | 19    |
| Чемпіонат світу з боротьби 2018 | Колумбія | жіноча боротьба, до 50 кг | 20    |
| Чемпіонат світу з боротьби 2019 | Колумбія | жіноча боротьба, до 50 кг | 23    |

### Виступи на Панамериканських чемпіонатах
| Змагання                                   | Збірна   | Вагова категорія          | Місце  |
| ------------------------------------------ | -------- | ------------------------- | ------ |
| Панамериканський чемпіонат з боротьби 2009 | Колумбія | жіноча боротьба, до 48 кг | Бронза |
| Панамериканський чемпіонат з боротьби 2011 | Колумбія | жіноча боротьба, до 48 кг | Бронза |
| Панамериканський чемпіонат з боротьби 2012 | Колумбія | жіноча боротьба, до 48 кг | 5      |
| Панамериканський чемпіонат з боротьби 2013 | Колумбія | жіноча боротьба, до 51 кг | 5      |
| Панамериканський чемпіонат з боротьби 2014 | Колумбія | жіноча боротьба, до 48 кг | 8      |
| Панамериканський чемпіонат з боротьби 2017 | Колумбія | жіноча боротьба, до 53 кг | Срібло |
| Панамериканський чемпіонат з боротьби 2018 | Колумбія | жіноча боротьба, до 50 кг | Срібло |
| Панамериканський чемпіонат з боротьби 2019 | Колумбія | жіноча боротьба, до 53 кг | 5      |
| Панамериканський чемпіонат з боротьби 2020 | Колумбія | жіноча боротьба, до 50 кг | Срібло |

### Виступи на Панамериканських іграх
| Змагання                  | Збірна   | Вагова категорія          | Місце  |
| ------------------------- | -------- | ------------------------- | ------ |
| Панамериканські ігри 2011 | Колумбія | жіноча боротьба, до 48 кг | Бронза |
| Панамериканські ігри 2015 | Колумбія | жіноча боротьба, до 48 кг | Бронза |
| Панамериканські ігри 2019 | Колумбія | жіноча боротьба, до 50 кг | Бронза |

### Виступи на Чемпіонатах Південної Америки
| Змагання                                    | Збірна   | Вагова категорія          | Місце  |
| ------------------------------------------- | -------- | ------------------------- | ------ |
| Чемпіонат Південної Америки з боротьби 2013 | Колумбія | жіноча боротьба, до 48 кг | Золото |

### Виступи на Південноамериканських іграх
| Змагання                       | Збірна   | Вагова категорія          | Місце  |
| ------------------------------ | -------- | ------------------------- | ------ |
| Південноамериканські ігри 2014 | Колумбія | жіноча боротьба, до 48 кг | Золото |
| Південноамериканські ігри 2018 | Колумбія | жіноча боротьба, до 50 кг | Золото |

### Виступи на Центральноамериканських і Карибських чемпіонатах
| Змагання                                                       | Збірна   | Вагова категорія          | Місце  |
| -------------------------------------------------------------- | -------- | ------------------------- | ------ |
| Центральноамериканський і Карибський чемпіонат з боротьби 2018 | Колумбія | жіноча боротьба, до 50 кг | Золото |

### Виступи на Центральноамериканських і Карибських іграх
| Змагання                                                | Збірна   | Вагова категорія          | Місце  |
| ------------------------------------------------------- | -------- | ------------------------- | ------ |
| Центральноамериканські і Карибські ігри 2010 (Маягуес)  | Колумбія | жіноча боротьба, до 48 кг | Срібло |
| Центральноамериканські і Карибські ігри 2014 (Сан-Хуан) | Колумбія | жіноча боротьба, до 48 кг | Золото |
| Центральноамериканські і Карибські ігри 2014 (Веракрус) | Колумбія | жіноча боротьба, до 48 кг | Золото |
| Центральноамериканські і Карибські ігри 2018            | Колумбія | жіноча боротьба, до 50 кг | Золото |

### Виступи на Боліваріанських іграх
| Змагання                 | Збірна   | Вагова категорія          | Місце  |
| ------------------------ | -------- | ------------------------- | ------ |
| Боліваріанські ігри 2013 | Колумбія | жіноча боротьба, до 48 кг | Золото |

### Виступи на інших змаганнях
| Змагання                                                     | Збірна   | Вагова категорія          | Місце  |
| ------------------------------------------------------------ | -------- | ------------------------- | ------ |
| Klippan Lady Open 2010                                       | Колумбія | жіноча боротьба, до 48 кг | Бронза |
| Золотий Гран-прі з боротьби 2010 (Кліппан )                  | Колумбія | жіноча боротьба, до 48 кг | Бронза |
| Міжнародний турнір Ньюйоркського атлетичного клубу 2010      | Колумбія | жіноча боротьба, до 48 кг | 4      |
| Austrian Ladies Open 2012                                    | Колумбія | жіноча боротьба, до 48 кг | Золото |
| Відкритий чемпіонат Польщі з боротьби 2012                   | Колумбія | жіноча боротьба, до 48 кг | Срібло |
| Гран-прі Іспанії з боротьби 2012                             | Колумбія | жіноча боротьба, до 48 кг | Срібло |
| Кубок Гранми з боротьби 2014                                 | Колумбія | жіноча боротьба, до 48 кг | Срібло |
| Кубок Канади з боротьби 2014                                 | Колумбія | жіноча боротьба, до 48 кг | Срібло |
| Klippan Lady Open 2015                                       | Колумбія | жіноча боротьба, до 48 кг | 13     |
| Турнір Олександра Медведя 2015                               | Колумбія | жіноча боротьба, до 48 кг | Бронза |
| Турнір «Олімпія» 2015                                        | Колумбія | жіноча боротьба, до 48 кг | Бронза |
| Гран-прі Німеччини з боротьби 2015                           | Колумбія | жіноча боротьба, до 48 кг | Золото |
| Турнір міста Сассарі 2015                                    | Колумбія | жіноча боротьба, до 53 кг | Бронза |
| Гран-прі Парижа з боротьби 2016                              | Колумбія | жіноча боротьба, до 48 кг | Бронза |
| Олімпійський кваліфікаційний турнір з боротьби 2016 (Фріско) | Колумбія | жіноча боротьба, до 48 кг | Золото |
| Відкритий чемпіонат Польщі з боротьби 2016                   | Колумбія | жіноча боротьба, до 48 кг | Срібло |
| Гран-прі Іспанії з боротьби 2016                             | Колумбія | жіноча боротьба, до 48 кг | Срібло |
| Pro Wrestling League 2017                                    | Колумбія | команда                   | Бронза |
| Меморіал Іона Корнеану і Ладислава Сімона 2017               | Колумбія | жіноча боротьба, до 53 кг | Бронза |
| Відкритий чемпіонат Польщі з боротьби 2018                   | Колумбія | жіноча боротьба, до 50 кг | 19     |
| Олімпійський кваліфікаційний турнір з боротьби 2020 (Оттава) | Колумбія | жіноча боротьба, до 50 кг | 5      |
| Гран-прі Іспанії з боротьби 2023                             | Колумбія | жіноча боротьба, до 55 кг | Золото |

### Виступи на змаганнях молодших вікових груп
| Змагання                                                 | Збірна   | Вагова категорія          | Місце  |
| -------------------------------------------------------- | -------- | ------------------------- | ------ |
| Панамериканський чемпіонат з боротьби серед юніорів 2008 | Колумбія | жіноча боротьба, до 48 кг | Бронза |
| Панамериканський чемпіонат з боротьби серед юніорів 2010 | Колумбія | жіноча боротьба, до 48 кг | Золото |